# Gardemarin
Garde-marine war eine von Kardinal Richelieu 1670 eingeführte Bezeichnung für Offiziersanwärter bei den Seestreitkräften, die zu Beginn des 18. Jahrhunderts in Spanien und Russland Nachahmer fand, in Portugal 1761 und in Italien sogar erst 1878. Er galt und gilt bis heute in Spanien und Portugal (und in einigen der ehemaligen Kolonien in Amerika) sowohl für Seeoffiziere, als auch für Offiziere der Marineinfanterie. Voraussetzung ist ein ursprünglich zweijähriges Studium der Mathematik, des Festungsbaus, des Schiffbaus, der Hydrografie und verwandter Disziplinen an einer Marineschule, deren erste Lehrmeister in Frankreich ab 1689 Jesuiten waren.

## Russland

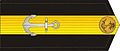
Schulterklappe der Kaiserlich Russischen Marine

Der Gardemarin (russisch гардемарин, englisch Guard marine) war ein Dienstgrad in der Kaiserlich-Russischen Marine. Er existierte von 1716 bis 1917. Von 1716 bis 1752 und von 1860 bis 1882 war der Dienstgrad für aktiv dienende Angehörige der Flotte vorgesehen, dazwischen wurde er nur an Angehörige militärischer Ausbildungseinrichtungen der Flotte verliehen.
Der Dienstgrad wurde 1716 von Kaiser Peter I. für die Absolventen der Akademie der Flotten-Garde (Академия морской гвардии), die die erste maritime Ausbildungseinrichtung Russlands war, eingeführt. Die Absolventen dieser Bildungseinrichtung gehörten ab 1718 zur Gardekompanie. Auf den Schiffen der Flotte zählten sie zu den niederen Dienstgraden und trugen die Uniform des Preobraschenski-Leibregimentes. Nach den militärischen Regeln der damaligen Zeit waren sie «während des Kampfes Soldaten, während der Fahrt Matrosen» («в бою, как солдаты, в ходу, как матросы»). Nach der praktischen Ausbildung an Bord im Range eines Gardemarin oder Starschi Gardemarin wurden sie zu Offizieren ernannt. Nach den Regeln von 1720 (Морской Устав 1720 года) war ihre Anzahl auf Schiffen nicht begrenzt. Während des Gefechtes wurden sie an den Geschützen eingesetzt, wo sie die Kanoniere unterstützten. In der übrigen Zeit führten sie die Dienstpflichten der Matrosen aus, jedoch standen sie für jeweils vier Stunden am Tag zur Ausbildung von anderen Dienstgraden zur Verfügung. Von diesen vier Stunden wurden sie anderthalb Stunden vom Steuermann ausgebildet, dreißig Minuten hatten sie die Ausbildung an der Muskete durchzuführen, eine weitere Stunde bildete sie der Konstabler (russisch: констапель, ein bei der Schiffsartillerie eingesetzter Unteroffiziersdienstgrad) oder Artillerieoffizier aus. Eine weitere Stunde führte der Kapitän des Schiffes oder ein entsprechender Offizier eine Ausbildung in der Schiffsführung durch.
Im Jahr 1752 wurden die Ausbildungseinrichtungen der Flotte aufgelöst und durch das Seekadettenkorps (Морской кадетский корпус) ersetzt. Zum Gardemarin wurden die Kadetten ernannt, die eine Ausbildung von drei Jahren erhielten. Im ersten Jahr wurden Arithmetik, Geometrie, Trigonometrie, Fremdsprachen und eine Reihe nautischer Fächer gelehrt. Während der folgenden Jahre wurden die Kadetten in Spezialfächern unterrichtet. In den ersten beiden Jahren hatten sie ein Bordpraktikum zu absolvieren.
Ab 1906 wurde der Dienstgrad an Absolventen des Seekadettenkorps oder der Seefahrt-Ingenieurschule (Морское инженерное училище) verliehen, die ihr Bordpraktikum absolvierten. Nach dem einjährigen Praktikum musste eine praktische Prüfung abgelegt werden, danach wurden die Gardemariny zum Mitschman ernannt, Absolventen der Fachrichtung Schiffbau bzw. Mechanik zum Podporutschik. Absolventen, die die praktische Prüfung nicht bestanden, unzureichende seemännische Qualitäten zeigten und zum militärischen Dienst in der Flotte nicht geeignet erschienen, wurden mit dem Dienstgrad eines Podporutschik oder als Beamte X. Klasse (siehe Rangtabelle) entlassen.
Nach der Oktoberrevolution im November 1917 wurde der Dienstgrad abgeschafft.
Siehe dazu auch: